# Institut national des sciences appliquées de Toulouse
Institut national des sciences appliquées de Toulouse (INSA Toulouse) er et fransk ingeniør-institut tilknyttet Université Fédérale Toulouse Midi-Pyrénées
Instituttet blev oprettet i 1963 og har i dag omkring 2800 studerende. 